# Canal+ (piattaforma televisiva)
Canal+ (già Canalsat) è una piattaforma televisiva commerciale satellitare a pagamento francese.

## Storia
Questa piattaforma nasce nel 1995 con il nome di Canalsatellite numérique come versione digitale della piattaforma Canalsatellite analogique, che dal 1992 trasmetteva in analogico. Le trasmissioni analogiche cessano nel 1998. Nel 2004 la piattaforma acquisisce il nome Canalsat. Dal primo agosto 2019 cambia nome in Canal+.

## Canali televisivi

### Canali televisivi generalisti
- Mosaico Canal
- À la une Canal
- TF1 HD
- France 2 HD
- France 3
- France 5
- M6 HD
- Arte HD
- Canal à la demande
- Canal+ HD
- Canal+ Cinéma(s) HD
- Canal+ Sport HD
- Canal+ Series HD
- Canal+ Kids HD
- Canal+ Docs HD
- Canal+ Grand Ecran HD
- Canal+ Sport 360 HD
- Canal+ Foot HD
- Canal+ Box Office HD
- Canal VOD
- Netflix
- Canalplay
- Évenement UHD 4K
- Canal Évenement

### Cinema
- Ciné+ (Premier, Frisson, Émotion, Famiz, Club, Classic)
- OCS (Max, Pulp, Géants)
- Paramount Channel
- Action

### Intrattenimento
- Comédie+
- Polar+
- Série Club
- MTV
- Non Stop People
- MCM
- Game One
- J-One
- Mangas
- AB1
- TV Breizh
- Téva
- Paris Première
- RTL9
- BET
- C8
- W9
- TMC
- TFX
- NRJ 12
- France 4
- CStar
- Culturebox
- RMC Story
- Chérie 25
- NRJ Paris
- TV5 Monde

### Lifestyle
- Astrocenter TV

### Documentari
- Planète+
- Planète+ Crime
- Planète+ Adventure
- Museum
- National Geographic
- National Geographic Wild
- Voyage
- Ushuaïa TV
- Histoire TV
- Toute l'Histoire
- Science et Vie TV
- Animaux
- Trek
- Seasons
- Chasse et Pêche
- MB Live TV
- 8 Mont-Blanc
- RMC Découverte

### News
- La Chaîne Météo
- CNews
- BFM TV
- LCI
- France Info
- Euronews
- France 24
- La Chaîne parlementaire
- BFM Business
- Bloomberg Television
- CNN International
- BBC World News
- CNBC Europe
- i24 News
- KTO

### Sport
- Infosport+
- Eurosport 1
- Eurosport 2
- Mosaïque beIN Sports
- beIN Sports (1,2,3)
- RMC Sport (1,2,3,4, News)
- Onzéo
- OL TV
- Automoto
- Equidia
- Golf+
- Extreme Sports Channel
- L'Équipe

### Bambini
- Disney Junior
- Piwi+
- Nickelodeon Junior
- Mon Nickelodeon Junior
- TiJi
- Nickelodeon
- Nickelodeon +1
- Télétoon+
- Télétoon+1
- Canal J
- Nickelodeon Teen
- Disney Channel
- Disney Channel +1
- BabyTV
- Gulli

### Musica
- CStar Hits France
- M6 Music
- NRJ hits
- Trace Urban
- Trace Latino
- RFM tv
- Mezzo
- Mezzo Live HD
- Stingray Classica
- Stingray Djazz

### Reality
- Téléréalité

### Internazionali
- TF1 International
- Al Jazeera
- Algerie 3
- TV7 Tunisie
- France 24
- RecordTV
- Das Erste
- ZDF (4 canali televisivi)
- NHK World
- CCTV News
- CGTN-Français
- Russia Today

### Radio
- Mosaico delle radio
- Radio France (9 stazioni radio)
- Europe 1
- Radio Monte-Carlo
- BBC World Service

### Digitale terrestre
- TF1
- France 2
- France 3
- Canal+
- France 5
- M6
- arte
- C8
- W9
- TMC
- TFX
- NRJ 12
- Senato
- France 4
- BFM TV
- CNews
- CStar
- Gulli